# Гребенщиков, Владимир Андреевич
Владимир Андреевич Гребенщиков (14 августа 1992 года, Темиртау, Казахстан, 70 квартал, д13А, школа 31) — казахстанский хоккеист, защитник петропавловского «Кулагера», выступающего в ОЧРК.

## Карьера
Воспитанник темиртауского хоккея.
С сезона 2007/08 выступает в системе команд клуба «Барыс». За эти годы провёл 157 игр в чемпионате Казахстана. Забил 8 шайб и сделал 21 результативную передачу.
В первой лиге чемпионата России 2007/08 года провёл 48 игр, набрал 1+8 очков.
Провёл 48 игр в МХЛ, отметился 3 шайбами и 10 передачами.
Начиная с сезона 2014/15 привлекается к играм КХЛ в составе «Барыса», за который провёл 7 игр.
Участник двух юниорских и двух молодёжных чемпионатов мира.

## Достижения
- – 2 место на чемпионате мира (дивизион 1B, U20) - 2012